# VR Troopers
VR Troopers (abbreviazione di Virtual Reality Troopers) è una serie televisiva prodotta dalla Saban Entertainment dal 1994 al 1996. La serie sfrutta il fascino che avevano avuto nei primi anni novanta le tecnologie della realtà virtuale, unitamente al successo che stavano riscuotendo in quel periodo le serie dei Power Rangers dello stesso produttore.
La serie utilizzava computer grafica e materiale di tre differenti serie giapponesi appartenenti alla serie tokusatsu Metal Hero:  Choujinki Metalder, Jikuu Senshi Spielban e Uchuu Keiji Shaider. Questo espediente di unire più serie in un unico prodotto, era stato originariamente utilizzato in passato per creare cartoni animati come Robotech o Voltron. In questo caso si trattò della prima occasione in cui questa tecnica fu applicata nella realizzazione di una serie con attori.
La serie fu giudicata un successo, benché non paragonabile a quello dei Power Rangers. Il materiale giapponese con cui veniva realizzato VR Troopers si esaurì rapidamente, e i produttori della Saban Entertainment si videro costretti ad usare le stesse sequenze in più occasioni, e alla fine la serie venne terminata per mancanza di materiale. Similarmente accadde anche a Beetleborgs - Quando si scatena il vento dell'avventura, serie statunitense sempre della Saban realizzata con materiale giapponese delle serie Metal Hero. Anche in questo caso, nonostante il successo ottenuto, la serie fu interrotta per esaurimento del materiale giapponese.
La serie fu trasmessa per la prima volta su Italia 1 il 2 agosto 1995 con la sigla italiana cantata da Marco Destro, e fu replicata in orario notturno su Rete 4 nel 1997 e anni dopo da 7 Gold, su K2 nel 2009 e su Frisbee nel 2010.
Dalla serie fu tratto il videogioco VR Troopers per Sega Mega Drive e una linea di giocattoli.

## Episodi
| Stagione         | Episodi | Prima TV Usa |
| ---------------- | ------- | ------------ |
| Prima stagione   | 52      | 1994-1995    |
| Seconda stagione | 40      | 1995-1996    |